# Міжнародний інженерний батальйон «Тиса»
Міжнародний інженерний батальйон «Тиса» (угор. "Tisza" Többnemzeti Műszaki Zászlóalj, рум. Batalionului Multinaţional de Geniu "Tisa", словац. Mnohonárodný Ženijný Prápor "Tisa") — інженерний підрозділ, створений з метою запобігання та швидкого реагування на загрози повеней, а також надання кваліфікованої, професійної відповіді на наслідки стихійних лих, які загрожують країнам Карпатського регіону. Угода про створення батальйону була підписана 15 листопада 2002 року в Будапешті головами генеральних штабів угорської, румунської армій, Збройних Сил Словацької Республіки та України.
Основні завдання батальйону: евакуація людей, обладнання та майна, забезпечення технічного обслуговування та експлуатації гуманітарної допомоги, участь у відновленні доріг і гідротехнічних споруд, розчищення завалів, обладнання та будівництво тимчасових мостів і дренажних систем, регулювання течій річок, тимчасове постачання у постраждалі райони електроенергії, питної води тощо.
Українські підрозділи міжнародного батальйону також входять до складу 534-го окремого інженерно-саперного батальйону (підпорядкований 128 ОГПБр).

## Навчання
Міжнародні командно-штабні навчання українсько-румунсько-словацько-угорського батальйону проходять щорічно під назвою «Світла лавина» з 2003 року на території однієї з чотирьох країн.
| Країна проведення | Роки проведення навчань |
| ----------------- | ----------------------- |
| Україна           | 2002, 2006, 2010, 2014  |
| Угорщина          | 2003, 2007, 2011        |
| Румунія           | 2004, 2008, 2012        |
| Словаччина        | 2005, 2009, 2013, 2021  |

## Склад та техніка
Україна та Румунія передала до складу батальйону по дві роти, а Словаччина і Угорщина — по одній.
Командир міжнародного батальйону: підполковник Побережнюк.
На оснащенні української частини батальйону 3 одиниці ПТС і всі вони були задіяні при повенях 2001, 2006, 2008 років на Закарпатті. При будівництві низьководних мостів батальйон може розгортати польовий лісозавод у складі інженерної електростанції, яка має в своєму складі весь комплекс електрофікованого інструменту, який забезпечує підготовку матеріалів для будівництва мостів. Також батальйон екіпіровано ТММ (тяжким механізованим мостом) та швидким обладнанням пункту водопостачання — для цього в батальйоні є військова фільтрувальна станція, яка забезпечує очистку води до 10 метрів кубічних на годину..